# Балка Томова
Балка Томова — балка (річка) в Україні у Березанському районі Миколаївської області. Права притока річки Сасик (басейн Чорного моря).

## Опис
Довжина балки приблизно 4,46 км, найкоротша відстань між витоком і гирлом — 3,61 км, коефіцієнт звивистості річки — 1,24 . Формується декількома струмками. На деяких ділянках балка пересихає.

## Розташування
Бере початок на східній стороні від села Краснопілля. Тече переважно на південний схід через селище Березанку і впадає в річку Сасик, притоку Березанського лиману.

## Цікаві факти
- На балці існує природне джерело та газгольдер[2].